# Јелена (притока Волхова)
Јелена (рус. Елена), позната и као Ладошка (рус. Ладожка) река је на северозападу европског дела Руске Федерације. Протиче преко западних делова Волховског рејона у централном делу Лењинградске области. Лева је притока реке Волхов у коју се улива код села Стара Ладога, те део басена реке Неве и Балтичког мора.
Укупна дужина водотока је 25 km, док је површина сливног подручја 239 km².